# Electronic Government Procurement
Electronic Government Procurement, (abreviado e-GP, en español Adquisiciones Públicas Electrónicas) se refiere al uso de herramientas propias de las tecnologías de la información y la comunicación (TIC) por parte de entidades públicas, con el fin de adquirir bienes, servicios, o la contratación de obras. También se define como el conjunto o “framework” de soluciones tecnológicas de información y gestión que soportan el ciclo de contratación entre gobierno y proveedores.

## Antecedentes
El sector público tiene gran importancia en los mercados y las economías nacionales e internacionales. La diversidad de insumos que requiere el Estado para cumplir sus funciones hace necesario que las entidades públicas recurran al mercado para abastecerse de bienes, servicios o para encargar la ejecución de obras de infraestructura. 
La administración pública ha desarrollado un conjunto de procedimientos, normas e instituciones orientadas a que las adquisiciones del estado se realicen de forma eficiente y minimice las posibilidades de corrupción. Dicho conjunto se denomina indistintamente “Contratación del Sector Público”, “Contratación Pública” o “Adquisiciones Gubernamentales”.
La contratación pública es la actividad que comprende la preparación, adjudicación, efecto, cumplimiento y extinción de aquellos contratos onerosos en los que al menos una de las partes sea persona jurídica pública. Como efecto de esta actividad, y de los derechos exorbitantes que derivan de la normativa que la regula, el acceso al mercado de las adquisiciones públicas suele verse limitado por falta de difusión, crédito, capital o conocimiento de las normas respectivas.
Las oportunidades de distribución generalizada de la información que prestan las TIC, en especial el Internet, ha hecho posible la creación de sistemas de contratación pública basados en Internet.

## Características
La introducción de la tecnología en la contratación pública ha demostrado ser una manera eficaz de luchar contra la corrupción y aumentar el impacto en el desarrollo de las acciones gubernamentales. Los principales beneficios potenciales de los sistemas o plataformas de e-GP son la transparencia y el cumplimiento de las normas. La eliminación de todas las barreras físicas y temporales, promovida por la herramienta en línea, permite que la información esté disponible de forma automática y que el gobierno tenga un alcance más amplio de proveedores potenciales. La probabilidad de que participe un mayor número de oferentes tiende a resultar en precios más competitivos de licitación, lo que incrementa la rentabilidad para el gobierno y la sociedad en su conjunto. El desarrollo de un sistema de contratación pública electrónica ha sido uno de los componentes clave de las reformas del sector público en la última década.[cita requerida][¿cuándo?]
En conclusión, la aplicación y el uso de un sistema o plataforma de e-GP eficaz están muy relacionados con la existencia de políticas de buenas compras mediante la promoción de: 
- relación calidad-precio;
- eficiencia;
- control de la corrupción y rendición de cuentas.

Todo esto se logra por medio del acceso a la información transparente sobre el gasto público del dinero de los contribuyentes. Estos principios crean una atmósfera de confianza entre los sectores público y privado, fomentando un mayor nivel de asociación entre ellos.
La importancia de e-GP se explica por que el hecho de que los gobiernos son los compradores más grandes de los países (alrededor del 10-15 % del PIB en países desarrollados y 20 % en países emergentes). Los impactos que e-GP logra en el ahorro del país, la transparencia y el apoyo a la pequeña y mediana empresa están en el centro de las demandas de diferentes actores de la sociedad. Se estima que e-GP ahorra en promedio un 5 % en el precio de los bienes y servicios adquiridos y un 10 % en costos del proceso administrativo.
No obstante, para obtener estos beneficios y resolver los problemas de contratación pública, los gobiernos enfrentan importantes dilemas: normalmente, las decisiones para mejorar la eficiencia y producir ahorros están en contradicción con las decisiones para aumentar controles y mejorar la transparencia, pues el aumento de controles tradicionalmente implica un mayor número de pasos o requisitos. Esta contradicción se resuelve con el aumento de interconexiones de comunicación interinstitucional, controles cruzados y uso de bases de datos compartidas, acciones que se facilitan enormemente con el uso de las TIC.
La introducción de las tecnologías de la información a las compras públicas permite compatibilizar simultáneamente múltiples objetivos y atender a diferentes actores. Es así como se ha visto durante la última década[¿cuándo?] que prácticamente todos los gobiernos están buscando la introducción de sistemas electrónicos para apoyar sus compras públicas.

## Beneficios
Los beneficios de e-GP se han demostrado extensamente y por lo mismo, e-GP es un componente permanente de las reformas en administración púbica. Sus principales beneficios son:
- Ampliación del mercado de adquisiciones públicas.
- Mejora de la transparencia y rendición de cuentas en los procesos de adquisición.
- Mayor participación del pública en procesos de planificación de gobiernos nacionales y locales.
- Ahorros en los presupuestos de adquisiciones.[7]
- Mejora de la competitividad de la economía.
- Desarrollo de la pequeña y mediana empresa.
- Mejora de la accesibilidad a Internet y disminución de la brecha digital.
- Reducción de costos administrativos del proceso, tanto para el comprador como para el oferente.

## Desarrollo
El desarrollo suele seguir un proceso que inicia en la publicación de los pasos de contratación en un sitio web, y gradualmente aumenta el nivel de interactividad y cobertura. A medida que los sistemas e-GP alcanzan mayores niveles de desarrollo, la cantidad y relevancia de las funciones que se realizan en el portal de Internet suelen ser mayores.
Durante la década ente 2000 y 2010, los gobiernos de varios países han identificado las compras gubernamentales como una de las áreas críticas donde se deberían introducir nuevas tecnologías para mejorar la eficiencia y aumentar la transparencia de los procesos de compras estatales. La introducción de estas nuevas tecnologías en el proceso de contratación de bienes, servicios y obras públicas (e-GP) ofrece muchos beneficios potenciales. Sin embargo, dada la complejidad de esta transformación, existen grandes diferencias entre las experiencias de los países de la región, especialmente en cuanto a la obtención de resultados concretos.

## Elementos
Los sistemas de e-GP varían en las funciones, elementos y grado de avance. Sin embargo se pueden identificar ciertos elementos comunes:
- Publicación de convocatorias.
- Publicación de planes anuales de adquisiciones.
- Publicación de resultados de procesos de adquisición.
- Registro de entidades contratantes.
- Registro de incumplimientos.
- Registro de oferentes o proveedores.
- Envío de ofertas.
- Subasta inversa electrónica.
- Adquisiciones por catálogo.

## Clases
En general se distinguen dos clases de sistemas:
- Compra pública (e-Purchasing)

Adquisición electrónica de bienes y servicios de bajo valor unitario en grandes volúmenes. Estas compras pueden hacerse bien a proveedores previamente precalificados con base a procesos tales como propuestas competitivas de precios o subastas inversas. Asociados a este proceso se encuentran procesos de desarrollo y gestión de contratos.
- Licitación pública (e-Tendering o e-Bidding)

Solución diseñada para el manejo electrónico de los procesos de licitación de obras, bienes y servicios que conllevan contratos de alto valor. Su implantación puede ser hecha gradualmente, y proporciona una amplia introducción de e-GP a bajo coste.

## Comunidad de Práctica e-GP
Durante la “Tercera Conferencia Global sobre e-GP”, que fue llevada a cabo en Washington D. C. en noviembre de 2009, los bancos multilaterales de desarrollo (MDB por sus siglas en inglés) decidieron crear una Comunidad de Práctica e-GP. Esta Comunidad es un espacio virtual para consolidar la información y herramientas como: políticas, guías, mejores prácticas, módulos de capacitación, soluciones e-GP, software y otros, así como para facilitar el diálogo entre países. La Comunidad de Práctica fue lanzada para permitir a los países compartir mejores prácticas y conocimientos, promover la cooperación sur-sur y promover contactos y la creación de capacidad en el manejo de nuevas tecnológicas y sistemas del país.
En su sitio web se publican noticias, artículos académicos, estudios de casos, definiciones y otras herramientas que apoyan la gestión de los responsables de los sistemas de adquisiciones miembros de la Comunidad.
Algunos bancos multilaterales de desarrollo son:
- Banco Interamericano de Desarrollo.
- Banco Asiático de Desarrollo.
- Banco Africano de Desarrollo.
- Banco Mundial.

En la página del Banco de desarrollo puede verse una lista más completa.